# Barraca del Balandre
La Barraca del Balandre és una barraca de vinya de Calafell (Baix Penedès) protegida com a Bé Cultural d'Interès Local.

## Descripció
Es tracta d'un edificació d'ús agrícola de planta trapezoïdal, força profunda, amb un sol espai interior. La porta d'entrada, situada al costat oest, té una llinda que és una llosa plana de pedra. La coberta és una volta cònica -o falsa cúpula- feta amb la superposició de filades de lloses planes, formant anells, el radi dels quals va decreixent progressivament. La barraca aprofita el desnivell del terreny. Al fons de l'interior hi ha una menjadora. S'ha perdut part de l'angle nord-oest.
Els murs i la volta són fets amb peces irregulars de pedra unides en sec amb l'ajut de falques, també de pedra, de dimensions més petites. Els murs tenen un rebliment de pedruscall.